# Hemitragus
A Hemitragus az emlősök (Mammalia) osztályának párosujjú patások (Artiodactyla) rendjébe, ezen belül a tülkösszarvúak (Bovidae) családjába és a kecskeformák (Caprinae) alcsaládjába tartozó nem.

## Rendszerezés
A nembe az alábbi 1 élő faj és 4 fosszilis faj tartozik:
- †Hemitragus albus - kora pleisztocén; Spanyolország
- †Hemitragus bonali - középső pleisztocén
- †Hemitragus cedrensis - középső pleisztocén
- sörényes tahr (Hemitragus jemlahicus) (H. Smith, 1826) - típusfaj
- †Hemitragus orientalis - pliocén; Bulgária, Magyarország

Korábban az arab tahr (Arabitragus jayakari) és a nilgiri tahr (Nilgiritragus hylocrius) is ebbe a nembe voltak besorolva; azonban manapság már tudjuk, hogy megjelenésük kivételével nem annyira közeli rokonaik egymásnak.